# Río Chibi
El río Chibi (del ruso: Чибий) es un río del krai de Krasnodar y la república de Adiguesia, en Rusia, afluente por la izquierda del río Kubán.

## Curso
Nace en Chibi, en el krai de Krasnodar (44°40′40″N 38°58′33″E / 44.67778, 38.97583). Tiene 31 kilómetros de longitud. Es represado al llegar a Shendzhi, poco después de recibir al río Une-Ubat, su principal afluente. Tras la presa es canalizado durante unos 7 kilómetros hasta su desembocadura en la orilla izquierda del río Kubán, al oeste de Tliustenjabl y de la presa del embalse de Krasnodar (44°58′16″N 39°03′38″E / 44.97111, 39.06056).